# Què cal fer
Què cal fer (títol original: Where It's At) és una pel·lícula dramàtica de 1969 escrita i dirigida per Garson Kanin i protagonitzada per David Janssen, Rosemary Forsyth, Robert Drivas, Brenda Vaccaro i Don Rickles. Es va estrenar el 7 de maig de 1969 per United Artists. Està doblada al català.

## Argument
A.C. Smith és propietari i dirigeix l'hotel i el casino Caesars Palace a Las Vegas. Tan content com està d'haver visitat el seu fill gran Andy, voldria que aquest expressés algun interès per les dones o per l'hotel, dues coses que A.C. valora per sobre de tot.
L'Andy es queda per aprendre el negoci després de perdre una juguesca amb el seu pare. Aviat comença a coquetejar amb la Molly i la Diana, que són, respectivament, la secretària i l'amant del seu pare.

## Repartiment
- David Janssen com A.C.
- Rosemary Forsyth com Diana
- Robert Drivas com Andy
- Brenda Vaccaro com Molly
- Don Rickles com Willie
- Edy Williams com Phyllis
- Anthony Holland com Henry
- Vince Howard com Ralph